# Jürgen Ulzen
Jürgen Ulzen (* 30. März 1937 in Rostock; † 14. April 2010 in Berlin) war ein Berliner Politiker (CDU) und Sammler.

## Werdegang
Ulzen studierte Betriebswirtschaft und Pädagogik an der Freien Universität Berlin. Nach Abschluss trat er 1962 an der Bank- und Versicherungsoberschule (OSZ Banken und Versicherungen) in den Schuldienst ein und war später Studiendirektor.
1967 wurde er Mitglied der CDU und zog nach den Wahlen 1971 in das Abgeordnetenhaus von Berlin ein, dem er über drei Wahlperioden bis 1981 angehörte. Während dieser Zeit war er stellvertretender Vorsitzender und Schriftführer des Ausschusses für Schulwesen, Mitglied des Sport- und Verfassungsausschusses und schulpolitischer Sprecher der CDU. Von 1981 bis 1989 arbeitete er als Bezirksstadtrat in den Bezirken Tiergarten und Wilmersdorf.
Nach seiner Amtszeit übte er Tätigkeiten im Bereich der Unternehmensberatung Consulting  bei früheren ostdeutschen Betrieben aus und fungierte als Schulleiter der privaten Bildungsstätte didactica.

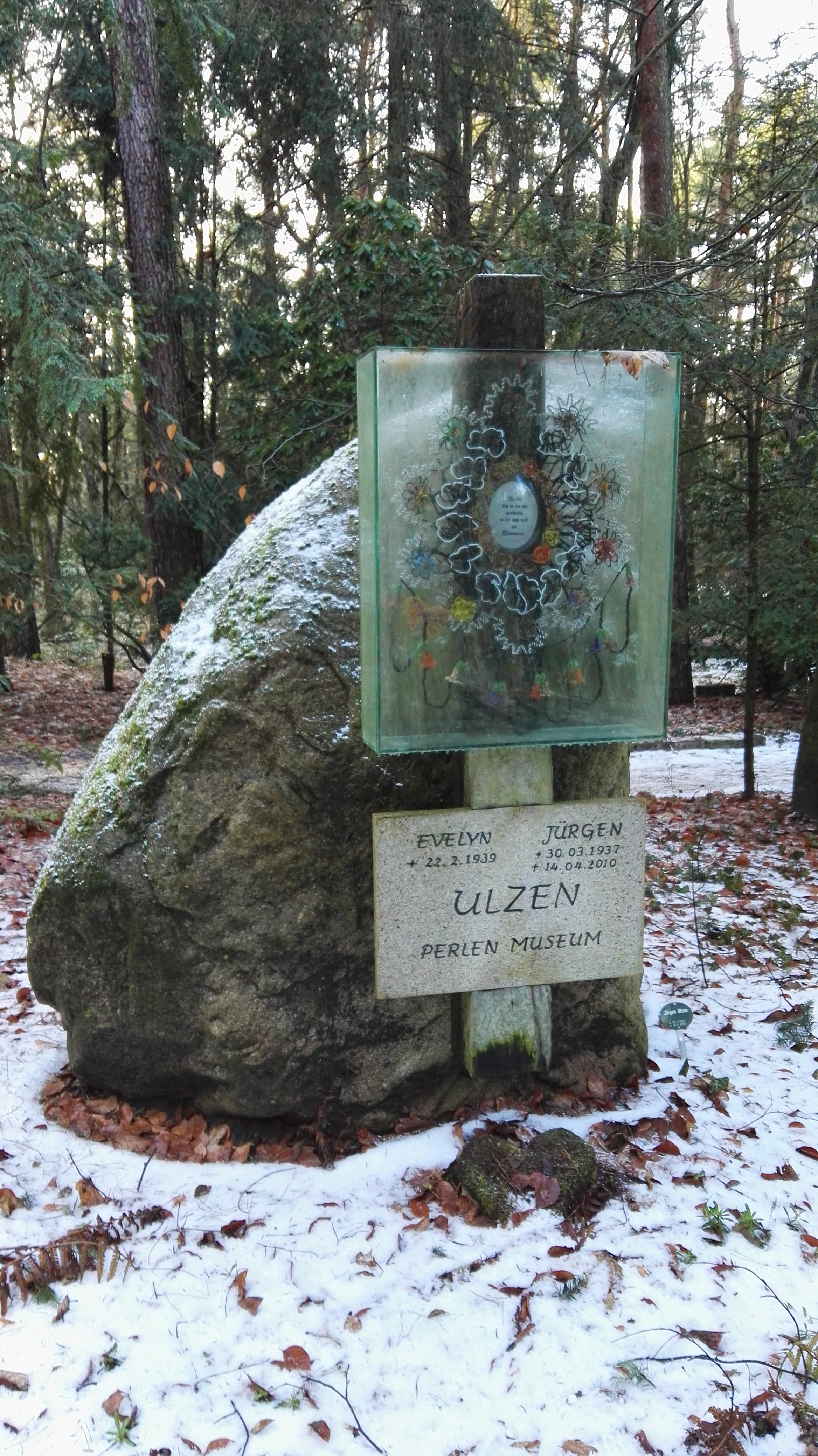
Grabstätte

Jürgen Ulzens Grab befindet sich auf dem Südwestkirchhof Stahnsdorf.

## Sammlung Ulzen
Gemeinsam mit seiner Frau Evelyn trug Ulzen eine hochspezialisierte Sammlung von Objekten, die aus Glasperlen zusammengesetzt sind, sowie von historischem Grabschmuck zusammen. Die Sammlung umfasst rund 13.000 Stücke, darunter Gablonzer Christbaumschmuck, bestickte, gewebte und gestrickte Beutel und Täschchen, aus Perlen zusammengesetzte Bilder und Tischplatten sowie Objekte religiöser Volkskunst wie Kreuze, Kränze und Blumenbouquets, die als Grabschmuck dienten, Figuren der Jungfrau Maria oder Herz-Jesu-Darstellungen unter Glasturz, Reliefs aus Gips, Biskuitporzellan, Blech oder geprägtem Zelluloid sowie Devotionalien, die vor allem im 19. Jahrhundert in katholischen Wallfahrtsorten angeboten wurden. Dazu kommen rund 5.000 alte und neue Perlensorten.

## Schriften
- Evelyn und Jürgen Ulzen: Gablonzer Christbaumschmuck. Herstellung und Verarbeitung hohlgeblasener Perlen. 1994 ISBN  978-3-929646-01-6
- Evelyn und Jürgen Ulzen (Hrsg.): Grabschmuck. Glasperlen auf Draht. Ausstellungskatalog Museum für Sepulkralkultur, Kassel 2008.